# Zone de secours Brabant flamand Est
(nl) Hulpverleningszone Oost Vlaams-Brabant
La zone de secours Brabant Flamand Est, en néerlandais Hulpverleningszone Vlaams-Brabant Oost, est l'une des 34 zones de secours de Belgique et l'une des 2 zones de la province du Brabant flamand.

## Caractéristiques

### Communes protégées
La zone de secours Brabant Flamand Est couvre les 32 communes suivantes: 
Aarschot, Begijnendijk, Bekkevoort, Bertem, Bierbeek, Boortmeerbeek, Boutersem, Diest, Geetbets, Glabbeek, Haacht, Herent, Hoegaarden, Hoeilaart, Holsbeek, Huldenberg, Kampenhout, Keerbergen, Kortenaken, Landen, Léau, Louvain, Linter, Lubbeek, Oud-Heverlee, Overijse, Rotselaar, Montaigu-Zichem, Tervuren, Tielt-Winge, Tirlemont et Tremelo.

## Casernes
La zone de secours Brabant Flamand Est se compose de 8 postes : Aarschot, Diest, Haacht, Landen, Louvain, Montaigu-Zichem, Overijse,  et Tirlemont. L'état-major se trouve à Louvain.

## Images

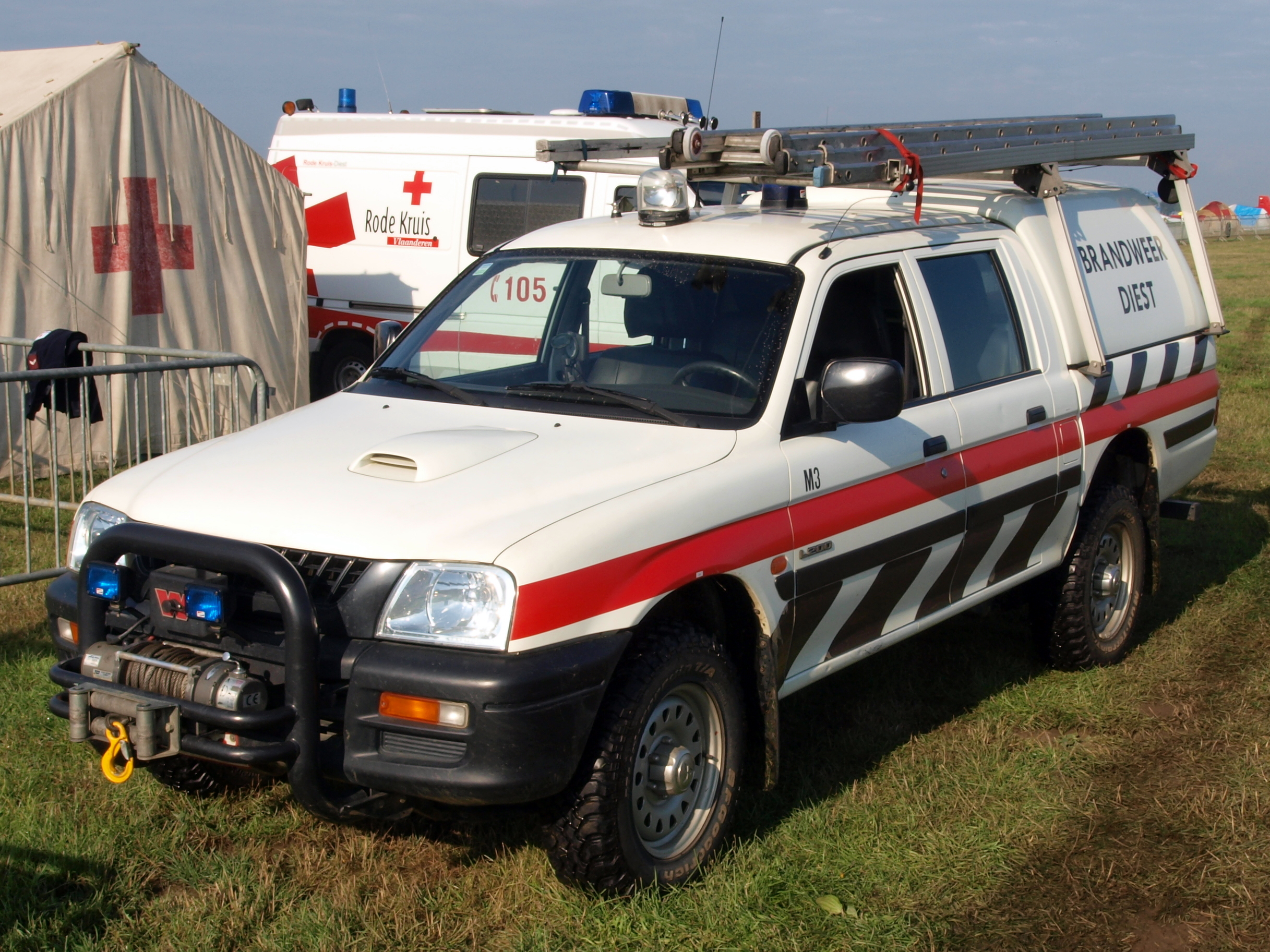
Véhicule tout terrain des pompiers de Diest.
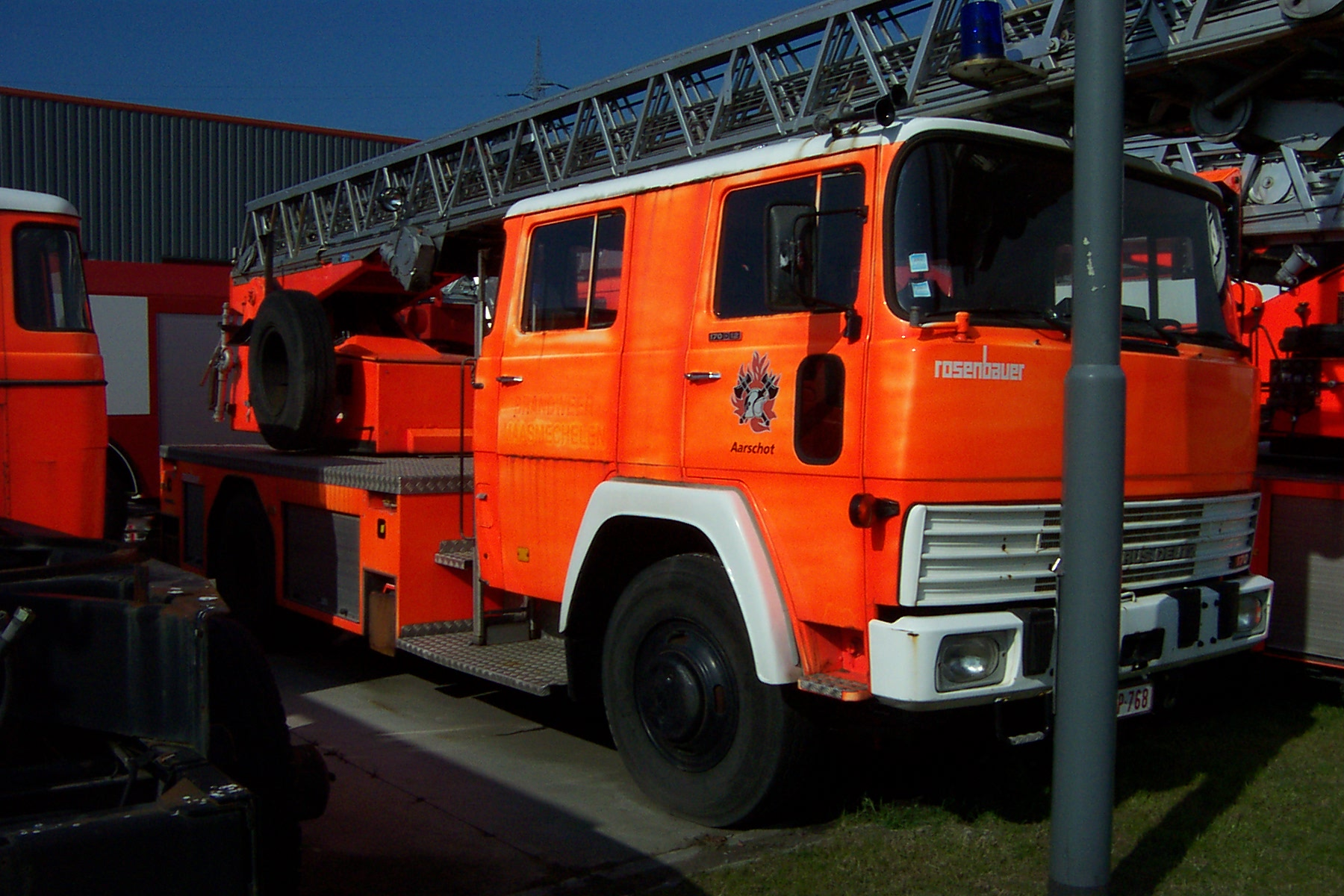
Ancienne auto-échelle des pompiers d'Aarschot sur châssis Magirus-Deutz.

### Textes de loi
- Loi du 15 mai 2007 concernant la réforme de la sécurité civile belge[4].

- Arrêté Royal du 2 février 2009 déterminant la délimitation territoriale des zones de secours (Moniteur belge du 17 février 2009).